# La Ilustración de Madrid
La Ilustración de Madrid va ser una revista espanyola vuitcentista, de distribució quinzenal, dirigida per Eduardo Gasset y Artime. Es va publicar entre 1870 i 1872. El seu primer nombre va aparèixer el 12 de gener de 1870, comptant amb l'ajuda del periòdic El Imparcial, fundat també pel mateix Gasset.

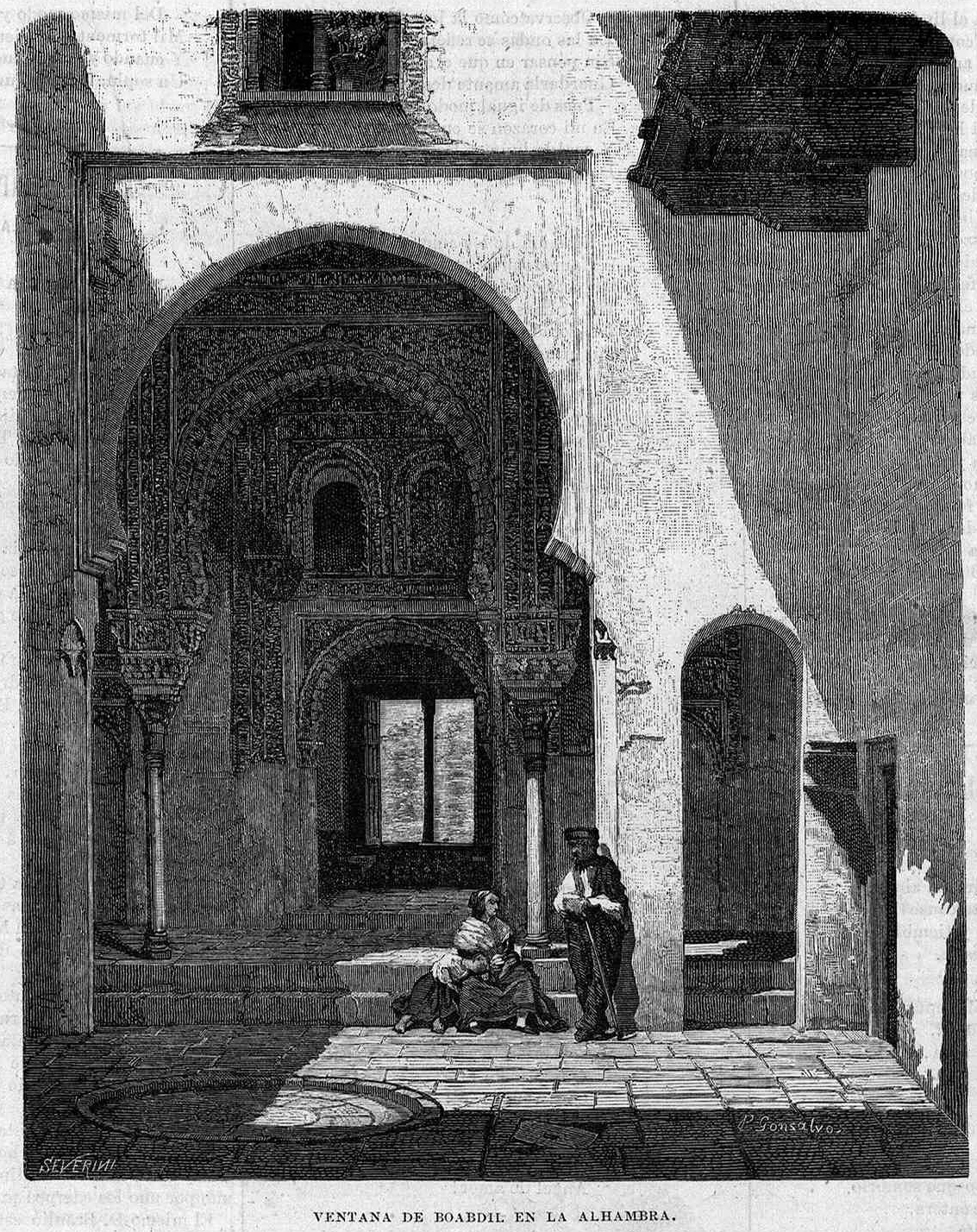
Ventana de Boabdil en la Alhambra, original de Pablo Gonzalvo, gravat de José Severini, publicat el 27 de març de 1870

En l'aspecte gràfic la revista va defensar la inclusió de material elaborat per gravadors espanyols, en contrast amb La Ilustración Española y Americana, que estava més oberta a apostar per la publicació de material provinent d'artistes estrangers. Amb aquesta revista va mantenir una rivalitat, arribant-se a disputar ajudes econòmiques del Ministeri de Foment. Va tenir com a col·laboradors en els seus inicis a tots dos germans Bécquer, Gustavo i Valeriano, encara que ambdós moririen a la fi de 1870. Finalment, en 1872, seria absorbida per La Ilustración Española y Americana. La seva col·lecció completa ha estat descrita com «una de les fites artístiques de l'edició il·lustrada espanyola del segle XIX».
Entre els dibuixants de la revista van figurar Francisco Pradilla, Josep Lluís Pellicer, Alfredo Perea, Emilio Sala, Joaquim Vayreda, Juan Cristino, Antonio Muñoz Degrain, Elías Martín, Eduardo Rosales, José Vallejo, Valeriano Domínguez Bécquer, Manuel Nao, Félix Urgellés, Antonio Gisbert, Manuel Domínguez, Emilio Ocón, Miguel Martínez Ginesta, Ramón Tusquets, Rafael Monleón, Abel Unceta, el portuguès Bordallo Pinheiro, Alejandro Ferrant, Domec, J. L. Contreras, Balaca, Marià Fortuny, Ricardo Madrazo, Pablo Gonsalvo, Ramon Padró, Eduardo Fernández Pescador, Martín Rico, Antonio Núñez de Castro, Manuel Feliú, Francisco Tomás, Plácido Francés, José Casado del Alisal, Eduardo Zamacois, Pi de Leopol o Carlos Múgica y Pérez, entre d'altres. Bernardo Rico, al que alguna que una altra vegada auxiliava Paris en els retrats, Carretero i algun altre, omplia totes les exigències del gravat, doncs, com és sabut, va acostumar a signar sempre així les seves pròpies obres com les dels seus nombrosos deixebles, és a dir, quant sortia del seu taller.
En 2006 aparegué una nova versió de la revista, sota el títol Ilustración de Madrid, que desaparegué en 2013.